# 누 메탈

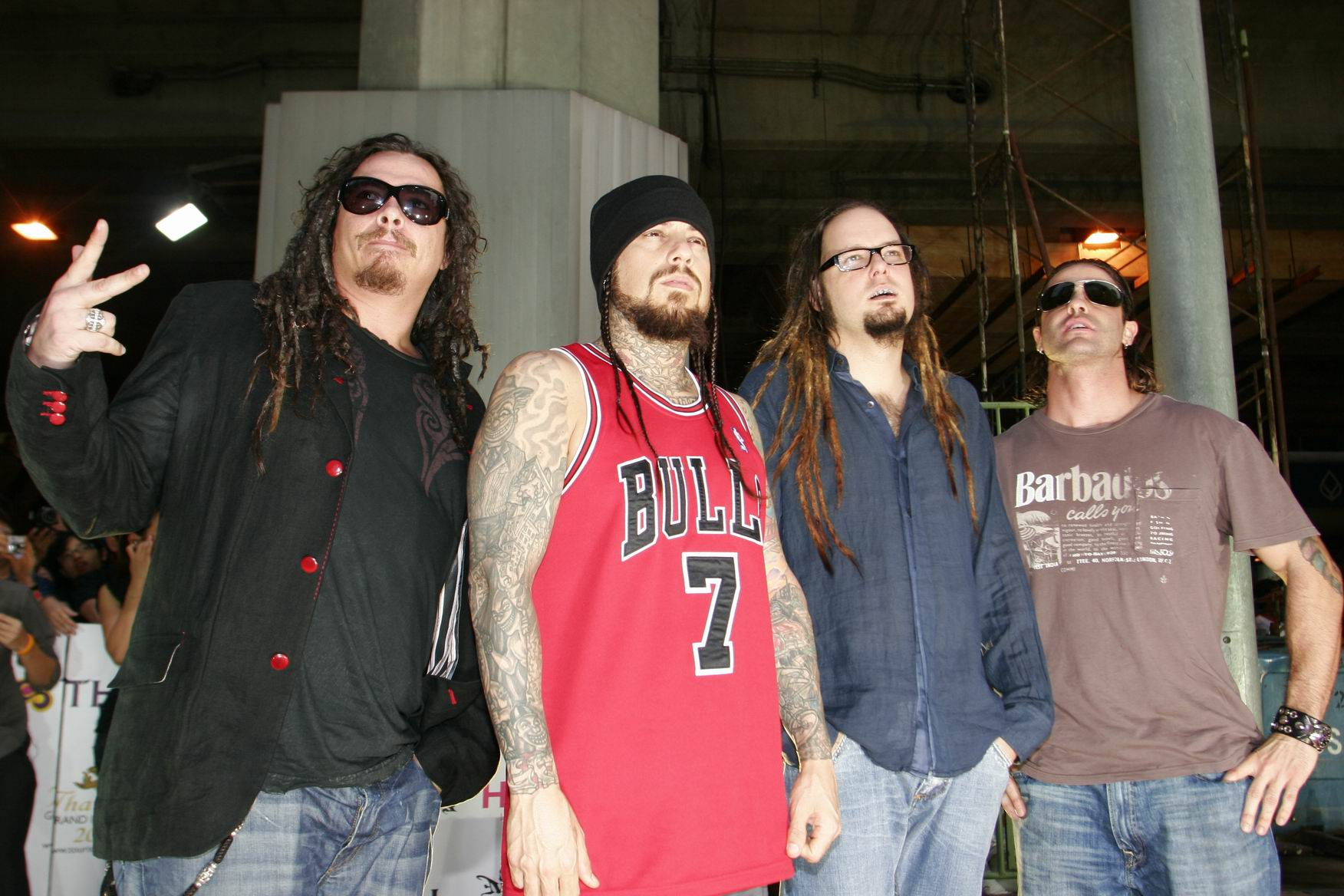

누 메탈(Nu Metal, New Metal, Nü metal)은 얼터너티브 메탈의 하위 장르로 1990년대 초중반 헤비 메탈이 쇠퇴함에 따라 1990년 중반에 등장한 그런지와 얼터너티브 메탈을 주축으로 펑크, 힙합, 그리고 스래시 메탈과 그루브 메탈 같은 다양한 헤비 메탈 계열 장르의 영향을 융합한 음악 장르이다.

## 장르의 특징
누 메탈은 1980년대 후반부터 태동한 얼터너티브 록의 영향을 크게 받은 장르이다. 얼터너티브적인 기본 구성에 힙합적 요소 및 테크노의 요소를 섞었으며, 1990년대 후반의 세기말적 분위기에 어울리는 내용이 많다.
누 메탈이 주로 다루는 내용은 증오, 폭력, 음울함, 살인충동 등 세기말적인 요소가 강하다. 대표적인 뉴 메탈 아티스트인 콘의 초창기 작품의 경우, 폭력으로 인한 증오, 성(性)에 대한 갈망이 잘 드러나 있다.
누 메탈 자체는 하나의 전형적인 모습을 가지고 있지 않다. 대부분의 누 메탈 아티스트들이 힙합, 테크노 등 다른 장르와의 친숙성 및 강한 연관성, 무겁고 뒤틀린 기타 플레이, 현대인의 병적인 모습을 노래한 가사 내용 등에서 비슷한 모습을 가지지만, 장르 내의 유명한 아티스트들 간에도 서로 추구하는 방향에 따라 그 결과물이 상당히 다르다. 이러한 모습은 '누 메탈'이라는 표현 자체가 어떠한 특성을 드러내주는 표현이 아니라, 기존의 음악과의 차별성을 주로 나타내는 표현임을 보여준다. 누 메탈로 분류되는 아티스트들의 상당수가 얼터너티브 메탈이라고도 분류되는 것에서 이를 알 수 있다.

## 음악적 특성
- 보컬

누 메탈 밴드에서의 보컬은 대개 팝, 록과 비슷한 멜로디컬한 면을 보여주면서도 메탈과 하드코어 펑크등 다양한 형태의 목을 긁어 소리 내는 스크리밍과 샤우팅, 그로울링 등 브루털 창법들을 보여주어 공격적인 면을 표현한다.
이렇게 딱히 정해지지 않은 상당히 다양한 형태를 보여주는 데, 누 메탈을 구분하는 데 있어서 보컬의 "랩"이 가장 큰 영향을 주는 요소이다.
- 기타

정통 메탈과 달리, 누 메탈의 기타는 전체적으로 분위기, 리듬, 과도한 멜로디의 질감을 강조한다. 대개 누 메탈 곡들은 당김음을 사용한 일그러뜨린 리프를 연주하여 리듬감을 나타내고, 전기 기타 줄의 톤을 낮게 조정해 어둡고 굵은 소리를 낸다. 또한 과한 이펙터의 사용도 특징이라 할 수 있다.
- 베이스

정통 메탈에서는 스피드와 기술로서 큰 역할을 맡는 역할을 맡는 반면, 누 메탈의 대부분 밴드는 기타 리프를 보완하거나 힙합이나 훵크 요소의 리듬감을 주는 역할을 맡는다.
- 턴테이블

누 메탈에서 매우 두드러지는 특징으로 리듬이나 효과적인 면을 첨가해주는 악기이다. 샘플링, 스크래치, 일렉트로닉 요소를 표현한다.
그리고 크게 "첨가된 요소 일뿐인가??, 한 악기로서 비중을 차지하는가??"의 두가지 경우로 나눌 수 있다.
가장 대표적인 예를 든다면 전자는 "데프톤즈"고, 후자는 "린킨 파크"이다.
- 드럼

누 메탈의 드럼은 대개 힙합, 펑크, 헤비 메탈의 영향을 받았다. 그리고 누 메탈에서는 더블 베이스 드러밍이 쓰이는데 그리 흔하지 않은 기법이다. 이 기법은 데스 메틀과 블랙 메틀에 이용되는 계속 이어지는 진행과 달리, 누 메탈의 드러머들은 더블 베이스를 "멈췄다가 갔다가"의 완곡을 보여준다.

## 대표적인 누 메탈 아티스트의 역사
누 메탈이란 장르의 정립에 이바지한 뮤지션들로는 레이지 어겐스트 더 머신과 콘, 헬멧으로 볼 수 있다. 그 후로 데프톤즈와 림프 비즈킷, 파파 로치, P.O.D., 시스템 오브 어 다운 같은 뮤지션들이 그 뒤를 잇는다. 누 메탈이란 장르가 뜨자 1990년 초반부터 수많은 뉴 메탈 뮤지션들이 나타났다가 사라지길 반복했고, 그동안 평론가들에게 "상업적이다."라는 많은 비판을 받아왔다. 그리고 2010년대 들어 누 메탈이란 장르는 "망한 장르"로 인식하게 되었다. 그 이유로는 정통 메탈이나 하드코어에서 중요시되던 "사회적 메시지"에 대한 부분이나 기본적인 틀을 "완전하게" 붕괴해 버린 것이 그 원인이다.
그러나 데프톤즈, 린킨 파크, 슬립낫, 파파 로치, 에반에센스 등은 여전히 록 음악 주류시장에서 큰 성공들을 거두고 있으며, 꾸준히 활발한 활동들을 펼치고 있다.

## 대한민국의 누 메탈
한국에서 누 메탈은 '하드코어'(Hardcore)라는 이름으로 알려졌는데, 이것은 널리 통용되는 표현이 아니라, 모든 음악 장르에서 강렬한 방향을 추구하는 음악 경향에 모두 붙이는 표현일 뿐이다.(하드코어 힙합, 하드코어 테크노 등의 용법이 있다.)
서태지가 2000년에 누 메탈 색채를 강하게 드러내는 《서태지 6집》에 수록된 〈울트라맨이야〉를 발표하면서 누 메탈이 크게 알려졌으나, 그 이전에도 많은 언더그라운드 아티스트들이 누 메탈 경향의 음악을 선보인바 있다.
한편, 주류 시장에서 누 메탈 경향의 앨범을 발표한 첫 아티스트는 노바소닉이다. 이들의 데뷔 앨범에 수록된 〈태양의 나라〉는 김세황의 화려한 기타연주와 김진표의 강렬한 랩이 잘 결합되어, 누 메탈의 퓨전장르적인 모습을 잘 보여주고 있다.

### 대한민국의 누 메탈 아티스트
- 서태지
- 노바소닉
- 닥터코어 911
- 피아
- 디아블로
- 메스그램
- 몬스터즈다이브
- Nuclear Idiots

## 같이 보기
- 뉴 웨이브 오브 아메리칸 헤비 메탈